# Communication facilitée
Ne doit pas être confondu avec Communication améliorée et alternative.
La communication facilitée est une méthode discréditée scientifiquement et conçue dans les années 1980 par Rosemary Crossley, une enseignante australienne, et destinée à améliorer les capacités de communication de personnes handicapées de la parole. 
Des dizaines d’études ont invalidé la communication facilitée et ont montré que les messages sont en réalité produits par les facilitateurs eux-mêmes et non les patients qu'ils pensent assister. Dès le milieu des années 90, on pouvait déjà parler de consensus scientifique quant à l’inefficacité de la méthode. Les messages sont en réalité produits par les facilitateurs de manière inconsciente. Le phénomène psychologique à l’oeuvre est connu: il s’agit de l’effet idéomoteur.

## Histoire
Conçue dans les années 1980 par Rosemary Crossley, une enseignante australienne, la méthode vise à améliorer, en les facilitant, les capacités de communication des personnes handicapées de la parole. Originellement la méthode a été conçue pour des patients déficients physiques (infirmes moteurs cérébraux), puis testée et utilisée avec des autistes ayant une grande difficulté à communiquer par la parole et les gestes.
En 1989, Douglas Biklen popularise cette méthode aux États-Unis, notamment avec des personnes autistes. Dès le début des années 1990, des personnes autistes non-verbales se retrouvent facilitées à domicile, à l'école et même à l'université. À la suite d'une vague d'accusations d'agressions sexuelles exprimées via communication facilitée, la justice américaine doit vérifier si les messages sont bien ceux des prétendues victimes. La méthode fut alors mise à l'épreuve de plusieurs protocoles rigoureux ayant démontré que les facilitateurs étaient à l'origine des messages. L'une des premières affaires est celle de Betsy Wheaton évoquée notamment dans le documentaire Prisoners of Silence sorti en 1993.
Au début des années 1990, à partir de cette technique qu'elle a introduite en France, l'orthophoniste Anne-Marguerite Vexiau développe une méthode qu'elle nomme psychophanie (du grec psyché : âme, et phanein : mettre au jour), pour la différencier de la communication facilitée. Anne-Marguerite Vexiau a fondé une association intitulée Ta Main Pour Parler (TMPP), devenue en 2011 Confédération Francophone TMPP (CFTMPP) qui réunit praticiens et utilisateurs et organise des formations à la méthode.
La psychophanie n'est pas une méthode ayant prouvé ses effets de façon académique, elle est parfois apparentée à une méthode de spiritisme car prônant la mise en relation d’inconscient à inconscient. À ce sujet, Anne-Marguerite Vexiau a mené une action en justice contre le journal Charlie Hebdo qui avait qualifié la méthode dans un article publié le 17 décembre 2003 de « grotesque charlatanerie » et dénonçant le fait que la Sécurité sociale en assure des remboursements, action qu'elle a perdue,. En 2004, l'association Psychothérapie Vigilance remet totalement en cause la validité de la méthode, et en condamne les effets.

## Description de la méthode
La personne « facilitée » est allongée ou assise à côté d'un « facilitateur », qui lui soutient la main. Elle peut désigner du doigt des images, des symboles, des mots écrits, des lettres pour par exemple épeler des mots, ou utiliser un doigt pour taper sur les touches d'un clavier d'ordinateur ou d’un agenda électronique. Le rôle du « facilitateur » est de soutenir le poignet du patient et si nécessaire d'isoler son index des autres doigts. Le facilitateur accompagne le mouvement de la main du « facilité ». Il peut lire les phrases qui s'inscrivent sans a priori provoquer leur enchaînement.

## Critiques de la méthode
Elles sont de deux ordres :

### Critiques scientifique
- Sur le modèle théorique :

Le principal reproche fait à la méthode est que dans la grande majorité des cas, le patient ne produit pas lui-même le texte qui lui est ensuite attribué ; une personne inapte à communiquer verbalement, par signes, ou par l'écriture, pourrait avoir (mais pas dans tous les cas) des capacités non détectables de communiquer des pensées ou des sentiments complexes par l'écrit. Elle pourrait les exprimer avec l'aide d'un facilitateur qui pallierait ses handicaps physiques.
En 1990, selon D. Biklen aucune étude n'avait pu clairement démontrer l'existence de telles capacités complexes de communication, indépendamment de l'influence du facilitateur.
En 1995, Jacobson, Mulic et Schwartz jugent que la méthode n'a aucune base ou preuve scientifique. Un an plus tard (1996), Beck & Pirovano publient une nouvelle analyse de la méthode ; 
- Du point de vue de la clinique expérimentale, les études réalisées, comme les méta-analyses ont conclu au milieu des années 1990 que les résultats positifs obtenus étaient directement liés à la connaissance de la réponse par le facilitateur, et qu'ils seraient pratiquement inexistants sans cela, mettant en doute la portée thérapeutiques de la méthode[10],[11],[12],[13]. En 1994, l'association américaine de psychologie prend position sur le fait que la communication facilitée ne repose sur aucune base scientifique[14]. En 2004, 3 chercheurs canadiens se basant sur plus de 30 études antérieures concluent que seuls 1% des patients des études regroupant 10 cas et plus arrivent vraiment à communiquer via cette méthode (Sénéchal et al, 2004)[13], cependant, il est à souligner que pour des raisons pratiques, les études mentionnées ci-dessus reposent exclusivement sur la dénomination d’objets ou d'images cachés (non connus du facilitateur pour éviter le biais d'influence de ce facilitateur). Ces études ne reproduisent pas les conditions normales de pratique de la communication facilitée, utilisée par exemple pour faire des choix, ou pour exprimer des émotions. Les personnes valides ne peuvent pas davantage satisfaire à ces tests que les personnes en situation de handicap. Par contre, note le Dr Bruno Geptner « Par exemple, des réponses, mots ou phrases tapés par certains sujets autistes facilités sont tout à fait adéquats ou cohérents avec le contexte, et parfois imprévisibles par le facilitateur » ; de plus les études expérimentales peuvent aussi être critiquées, car souvent « soit les adultes facilitateurs sont insuffisamment formés à cette technique, soit ils ne sont pas familiers des sujets autistes testés, soit le protocole expérimental lui-même altère les conditions minimales de communication collaborative entre les sujets autistes et le facilitateur »[15]. Enfin, certains autistes souffrent de troubles neuropsychologiques cognitifs qui inhibent leur capacité à fournir des réponses verbales et/ou motrices volontaires à des questions ou consignes même simples[16],[17], ce dont il faudrait aussi tenir compte dans l'évaluation de la méthode.

Une étude préliminaire conduite par le Dr Gepner a mis en évidence une amélioration « significative » du comportement des autistes pratiquant la communication facilitée. Cette étude dite « avec bénéfice individuel direct », a reçu l’avis favorable du Comité Consultatif pour la Protection des Personnes en Recherche Biomédicale (CCPPRB Aix-Marseille). Elle a été intégralement financée par la Direction Générale de la Santé / Ministère de la Santé). Mais le nombre réduit d’autistes inclus dans le protocole d'étude (24 personnes dont 12 suivant la méthode) et sa méthodologie originale (nécessaire car il est impossible de conduire une telle étude en double aveugle) font que ses résultats n’ont pas été retenus dans certaines évaluations ultérieures de la méthode.
Une recherche menée avec un adolescent autiste sourd de naissance ne pouvant taper seul à l’ordinateur aucune phrase mais seulement des mots isolés, indique qu’il pouvait coproduire de nombreuses phrases en Communication facilitée (CF), et ce durant plusieurs années. Des indications ont été données par un contrôle à l’aide d’un dispositif d’accélérométrie de sa contribution motrice, lors de la frappe des textes sur ordinateur, avec différents soutiens de la main. Cette étude est considérée comme une des tentatives actuelles permettant de mesurer la paternité des messages du facilité à l’aide de technologies avancées. Ces questions de paternité des messages et d’influence du facilitant sur le facilité doivent continuer à être approfondies expérimentalement et théoriquement. La recherche sur l’agentivité pourrait permettre de mieux caractériser la capacité d'une personne handicapée à coproduire des messages en CF.

### Critique médicale et sociale
La communication facilitée, souvent présentée comme une thérapie alternative, est également évoquée comme appartenant à la liste des thérapies pseudo-scientifiques, notamment dans le domaine de la prise en charge et de l'accompagnement des personnes autistes,.
Des associations impliquées dans les maladies ciblées par la méthode,, ainsi que les autorités publiques s'inquiètent des dérives que cette méthode pourrait provoquer sur des personnes en grande difficulté et leur famille, alors que leur expression passe par un facilitant et ne peut s'exprimer indépendamment de sa présence. D'ailleurs la personne « facilitée », privée de parole, est généralement dans l'impossibilité de confirmer ou démentir l'interprétation que fait son « facilitant ». Les associations prennent en compte les risques d'accusations non fondées, de dissociation familiale, ou de mauvaises pratiques thérapeutiques.
La formation des facilitants implique la nécessité d’une éthique très stricte, en particulier dans l’interprétation des textes. Un texte frappé en communication facilitée ne doit pas par exemple avoir de valeur décisive ou servir à étayer une accusation. Il faut noter qu’à ce jour, aucun cas de ce type (dissociation familiale, accusations non fondées…) n’a été relevé en France.
En 2002, la méthode utilisée dans un foyer de handicapés en France, est interdite par la Direction départementale des Affaires sanitaires et sociales et le conseil général des Côtes-d'Armor, et des praticiens la décrivent comme « charlatanesque » ou « ésotérique ».